# Marmo cipollino marino
Il marmo cipollino marino è una tipologia particolare fra i marmi estratti dalle cave delle Alpi Apuane in provincia di Massa Carrara.

## Etimologia
Questa varietà di marmo deve il suo nome all'andamento cuspidato, che ricorda le onde del mare, delle sottili venature verdi brillanti che lo caratterizza su un fondo bianco candido compatto.

## Petrografia
Petrograficamente si tratta di uno scisto a clorite, quest'ultimo minerale è quello che forma e da il colore alle lamine verdognole.

## Descrizione
I marmi delle cave di Carrara,  si presentano in tantissime tipologie che sono commercializzate con vari nomi in base alle diverse caratteristiche estetiche, che influiscono sulle caratteristiche tecnico-meccaniche e spesso anche per la sua composizione chimica, quasi tutti hanno come caratteristica principale il colore più o meno bianco, più o meno attraversato da venature, con vene più o meno grandi, principalmente grigie o dorate.
Il marmo cipollino apuano è uno dei due marmi provenienti da quest'area con un colore non biancastro in quanto si presenta come un materiale con un fondo bianco venato con lamine verdastre brillanti. 
Questo marmo quando è tagliato perpendicolarmente all'andamento delle venature, queste si presentano sotto forma di lamine capillari ondulate, di colore verde cupo, bianco, e turchine alternate e sub-parallele tra loro; se la pietra viene tagliata parallelamente alle lamine queste risultano indistinte e poco evidenti.

## Utilizzo storico
Si tratta di una delle pietre storiche ornamentali utilizzate nel passato per adornare edifici a Roma.  Si tratta di una "lapis"  ornamentale abbastanza rara, è stata utilizzata nell'adornare la seconda cappella a destra della Basilica di Santa Maria sopra Minerva e l'altare maggiore della chiesa del Gesù a Roma. Nell'edilizia civile è stato utilizzato per adornare il salone del Parnaso di Villa Albani.
È stato utilizzato generalmente per manufatti d'arredo interno, come stipiti di caminetto, piani di mobili in pietra, come un piano per tavolo in pietra intarsiata ora conservato al museo del Prado della Manifattura granducale di Firenze, e la piccola cava da cui era estratto è ormai chiusa ed abbandonata da più di un secolo .
L'interesse verso questo tipo di marmo e la sua rarità è testimoniata a Populonia dell'affresco di una parete del complesso delle Logge a sua imitazione, probabile ispirazione dal suo utilizzo osservato dagli artigiani dell'epoca a Roma.
Una piastrella di questo marmo, donata nel 1871 dal Cav. Pietro Rocchi, è conservata nella "Collezione di Marmi Antichi" dell'Accademia dei Fisiocritici.

## Impatto ambientale
A causa dell'elevato impatto ambientale e paesaggistico dell'asportazione di questo minerale dal bacino delle Alpi Apuane, da anni il movimento No Cav conduce un'aspra battaglia ambientalista per la chiusura delle cave dal quale viene estratto.